# Simonurius quadratarius
Simonurius quadratarius là một loài nhện trong họ Salticidae.
Loài này thuộc chi Simonurius. Simonurius quadratarius được Eugène Simon miêu tả năm 1901.